# تشارلز نغ
تشارلز نغ (بالإنجليزية: Charles Ng) (بالصينية التقليدية، in 達 ؛ بالصينية المبسطة، p 达 ؛ بينيين، وو زهودا، المولودة في 24 ديسمبر 1960 في مستعمرة هونغ كونغ البريطانية) هو قاتل متسلسل من أصل هونج كونج وعمل في الولايات المتحدة بين 1984 و 1985. تعتقد السلطات أن نغ وشريكه ليونارد لاك قتلوا ما لا يقل عن 11 ضحية في المقصورة التي تملكها ليك في مقاطعة كالافيراس، كاليفورنيا. عدد ضحايا لاك ونغ يمكن أن يصل إلى 25.
بعد اعتقاله وسجنه في كندا بتهمة السرقة والحيازة غير القانونية للأسلحة، نشأ خلاف طويل بين كندا والولايات المتحدة. تم تسليم نج في عام 1989، وحوكم وأدين في 11 جريمة قتل في عام 1999. وهو حاليًا محكوم عليه بالإعدام في سجن سان كوينتين في كاليفورنيا.

## الصداقة مع ليونارد لاك
خلال التقييم النفسي، تفاخر نغ «بقتل» شخص ما في كاليفورنيا، لكن لم يذكر اسمه مطلقًا. هرب من الحجز قبل محاكمته، وأدرج كهارب عندما استجاب لإعلان لاك في مجلة ألعاب فيديو الحرب في عام 1981.
كان الرجلان يحبان بعضهما البعض في نفس الوقت، على الرغم من عنصرية لاك، والتي بدت أنها تشمل فقط السود واللاتينيين. بدأوا في جمع الأسلحة الآلية من مصادر غير قانونية، وقام فريق من العملاء الفدراليين بمداهمة مزرعة أوكيا في أبريل 1982، وقاموا بالقبض على ليك ونغ بسبب انتهاكات الأسلحة النارية. تم إطلاق ليك مع مكافأة قدرها 6000 دولار، واختبأ ليك بسرعة، وذلك باستخدام مجموعة متنوعة من أسماء مستعارة أثناء التنقل عبر شمال كاليفورنيا. طلقته زوجته الثانية بعد الاعتقال، لكنها ظلت ودية.
وكهارب، حُرم نغ من الكفالة، وعقد صفقة مع المدعين العسكريين في أغسطس / آب، أقر بأنه مذنب بالسرقة في مقابل الوعد بأنه لن يقضي أكثر من ثلاث سنوات في السجن لمدة 14 عامًا. محصوراً بالعنف العسكري في السجن الفيدرالي لـ ليفنوورث، أُفرج عن نغ في الإفراج المشروط بعد 18 شهراً، وتجنب الترحيل مع الإشارة إلى مكان الميلاد الخاطئ المبين في وثائق التجنيد الخاصة به.
عند مغادرته السجن، عاد إلى كاليفورنيا وارتبط مرة أخرى مع ليونارد لاك. بحلول ذلك الوقت، استقر ليك على مساحة فدان ونصف من الغابات بالقرب من ويلسيفيل، في مقاطعة كالافيراس، وطلب المساعدة من الجيران لبناء مخبأ محصن بجوار مقصورته، حيث قام بتخزين أسلحة غير قانونية ومعدات فيديو مسروقة.

## روابط خارجية
- تشارلز نغ على موقع IMDb (الإنجليزية)
- تشارلز نغ على موقع إن إن دي بي (الإنجليزية)